# Die Braut haut ins Auge
Die Braut haut ins Auge est un groupe de pop rock allemand, originaire de Hambourg.

## Histoire
Le groupe est fondé en 1990 par Bernadette Hengst, Peta Devlin, Karen Dennig, Barbara Haß et Katja Böhm. Le groupe reste confidentiel à ses débuts, car aucun label ne l'accepte. Le premier double single éponyme ne peut apparaître que grâce au soutien financier d'amis. Son modèle musical sont The Liverbirds, un girl band britannique des années 1960, qui s'est produit au Star-Club de Hambourg. En 1994, le groupe signe son premier album éponyme avec Sony BMG Music Entertainment. Barbara Haß quitte le groupe juste après. Sans une deuxième guitariste, l'album Was ich ich mit mit? sort l'année suivante. Le groupe fait des tournées en Allemagne et aussi en Amérique. En 1997, il se produit à un festival rock de Saint-Pétersbourg.
En 1999, après la parution de l'album Pop ist tot, le groupe annonce sa séparation. Fin 2000, un album live intitulé +1 auf der Gästeliste sort. chez B. H. Records, le label de Bernadette La Hengst. D'avril à mai 2000, la tournée d'adieu a lieu.

## Discographie
Albums
- 1994 : Die Braut haut ins Auge (LP & CD)
- 1995 : Was nehm ich mit? (LP & CD)
- 1998 : Pop ist tot (CD)
- 2000 : +1 auf der Gästeliste (LP & CD)

Singles
- 1991 : Die Braut haut ins Auge (45 t)
- 1994 : Alles was mir fehlt (CD)
- 1994 : Der langweiligste Junge der Welt (CD)
- 1995 : Ist sie ein Magnet? (CD)
- 1998 : Wenn du gehst (CD)
- 1998 : Pop ist tot (CD)

## Source de la traduction
- (de) Cet article est partiellement ou en totalité issu de l’article de Wikipédia en allemand intitulé « Die Braut haut ins Auge » (voir la liste des auteurs).